# Partido Comunista de Brasil (Fracción Roja)
El Partido Comunista de Brasil (en portugués: Partido Comunista do Brasil) conocido por sus siglas en portugués P.C.B. es una organización de extrema izquierda que pregona el marxismo-leninismo-maoísmo en Brasil. El partido es miembro de la Liga Comunista Internacional.

## Historia
Formado en 1995, el partido era conocido como "Partido Comunista del Brasil - Fracción Roja", siendo una "Fracción Roja" del Partido Comunista. El partido se reconstituyó en 2022, año en el que lanzó una campaña oficial para dar a conocer este acto y a un año del centenario del PCB.
El partido se originó como una rama maoísta antirrevisionista del Movimiento Revolucionario 8 de Octubre (MR-8) a finales del siglo XX, porque el MR-8 terminó abandonando la lucha armada para integrarse a la legalidad democrática del Estado brasileño. El PCB (FV) se volvió clandestino al ser contrario al nuevo rumbo que tomó el MR-8 y PCdoB; el Núcleo de Estudios de Marxismo-Leninismo-Maoísmo (NEMLM) define al PCB (FV) como:

El Partido Comunista de Brasil, en la clandestinidad, liderado por su Fracción Roja, a través de duras luchas de dos líneas, ha venido desarrollando el proceso de su reconstitución como verdadero y auténtico partido comunista marxista-leninista-maoísta, un partido comunista militarizado, durante 20 años.

Este período corresponde a la segunda fase de la tercera etapa de su historia, basada en las duras luchas contra las líneas oportunistas de derecha e 'izquierda', principalmente de la derecha revisionista en toda su historia, y en la asimilación y encarnación teórica y práctica de la tercera, nueva y superior etapa del desarrollo del marxismo, el maoísmo.

### Ideología
El partido abiertamente lidera la expansión del pensamiento Gonzalo, una ideología originaria del Partido Comunista del Perú - Sendero Luminoso, en Brasil. Además dentro del Movimiento Comunista Internacional, crítica abiertamente al Partido Comunista Unificado de Nepal (Maoísta) de revisionista, que fue el primer partido influenciado por SL.
La ideología oficial del partido es "Marxismo-Leninismo-Maoísmo, Principalmente Maoísmo, Aportes de Validez Universal del Presidente Gonzalo".
Reconoce que Brasil es un país de capitalismo burocrático, con aspectos de semifeudalismo, con relaciones semicoloniales con el imperialismo estadounidense y apoya una Revolución Agraria y una Nueva Democracia como solución, entendiendo al campesinado brasileño como una fuerza aliada.
El partido promueve la guerra popular, aunque no se registra que haya logrado tener éxito entre la población brasileña. Sus miembros afirman que con el actual gobierno de Brasil no existe democracia ni libertad de prensa.
Algunas organizaciones de izquierda acusan al partido de ser un satélite del Partido Comunista de Ecuador - Sol Rojo, luego de la captura del líder de Sendero Luminoso, Abimael Guzmán, en 1992 durante la operación Victoria.
El partido también se opone a la influencia de las ideas de Bob Avakian en el maoísmo, al considerarlo revisionista y contra el pensamiento Gonzalo, y tienen una postura ortodoxa a cualquier crítica a la influencia de Sendero Luminoso al maoísmo latinoamericano.
El P.C.B. denomina como «Día de la Heroicidad» el 19 de junio de 1986 en conmemoración de los insurgentes de Sendero Luminoso que se amotinaron en las prisiones del Perú. También se opone al liberalismo en todo sentido.